# АТХ-P
Код АТХ-P (англ. АТС-P) «Противопаразитарные препараты, инсектициды и репелленты» — раздел система буквенно-цифровых кодов Анатомо-терапевтическо-химической классификации, разработанных Всемирной организацией здравоохранения для классификации лекарств и других медицинских продуктов.
Коды для применения в ветеринарии (ATCvet коды) могут быть созданы путём добавления буквы Q в передней части человеческого Код ATC: QP.
Из-за различных национальных особенностей в классификацию АТС могут включаться дополнительные коды, которые отсутствуют в этом списке, который составлен Всемирной организацией здравоохранения.
- АТХ код P01 — Противопротозойные препараты
- АТХ код P02 — Противогельминтные препараты
- АТХ код P03 — Препараты для уничтожения эктопаразитов, инсектициды и репелленты